# Exosquelette
Un exosquelette ou squelette externe, par opposition à l'endosquelette, est une caractéristique anatomique externe qui supporte et protège un animal. Beaucoup d'arthropodes (insectes, crustacés, etc.) et de mollusques, possèdent un exosquelette. La partie dorsale d'un exosquelette est communément appelée carapace.
Des ingénieurs en biomécanique développent actuellement des exosquelettes d'assistance physique ou motorisés répondant à des besoins militaires, médicaux ou industriels. Ils visent à apporter une assistance physique à ceux qui les emploient, qui peuvent être des personnes souffrant d'une déficience physique, des salariés soumis à des tâches fortement mobilisatrices, des militaires en opération.
Robert A. Heinlein est l'inventeur du concept de l'exosquelette en science-fiction [réf. nécessaire].

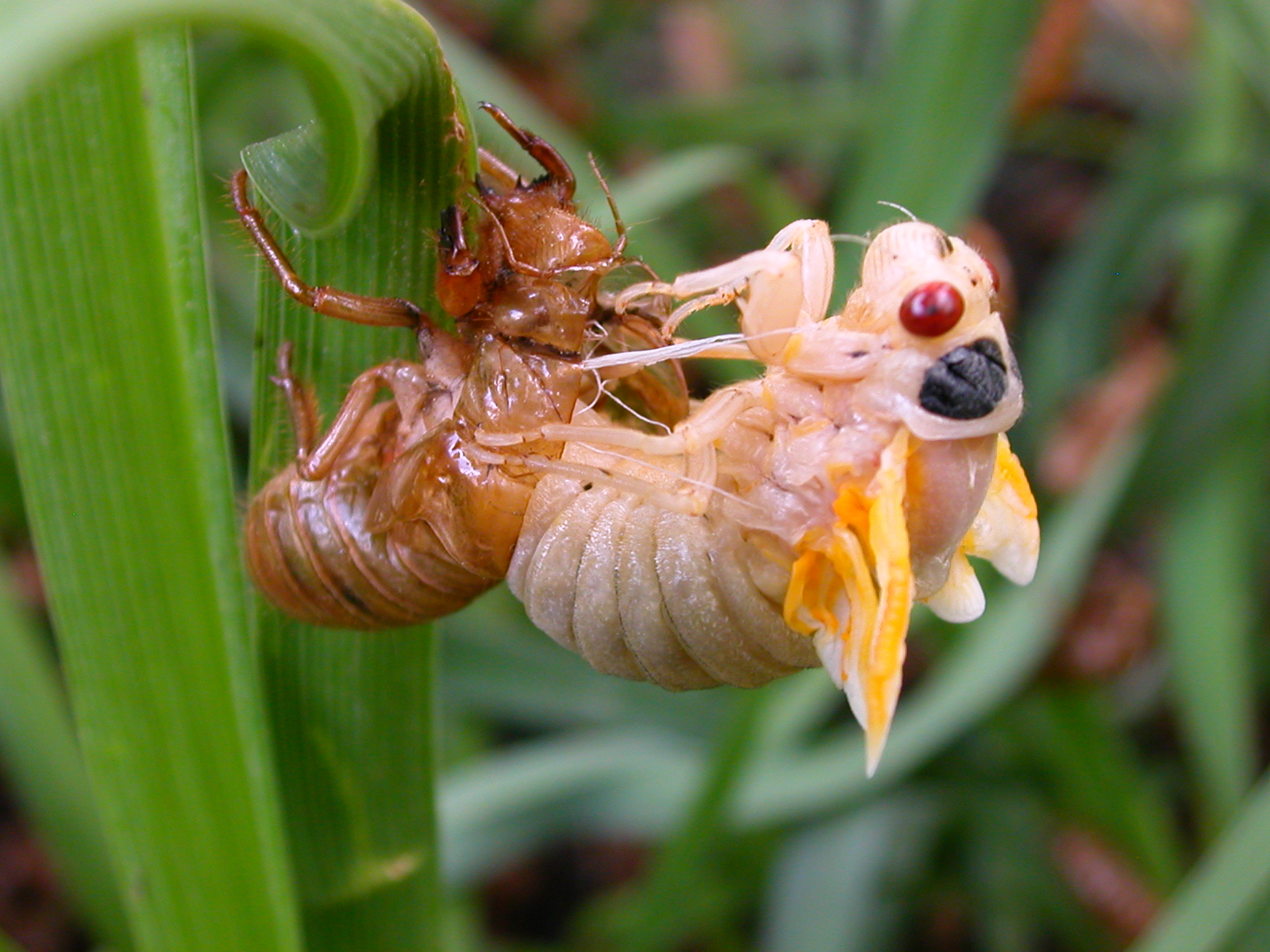
Cigale émergeant de son exosquelette précédent : l'exuvie.

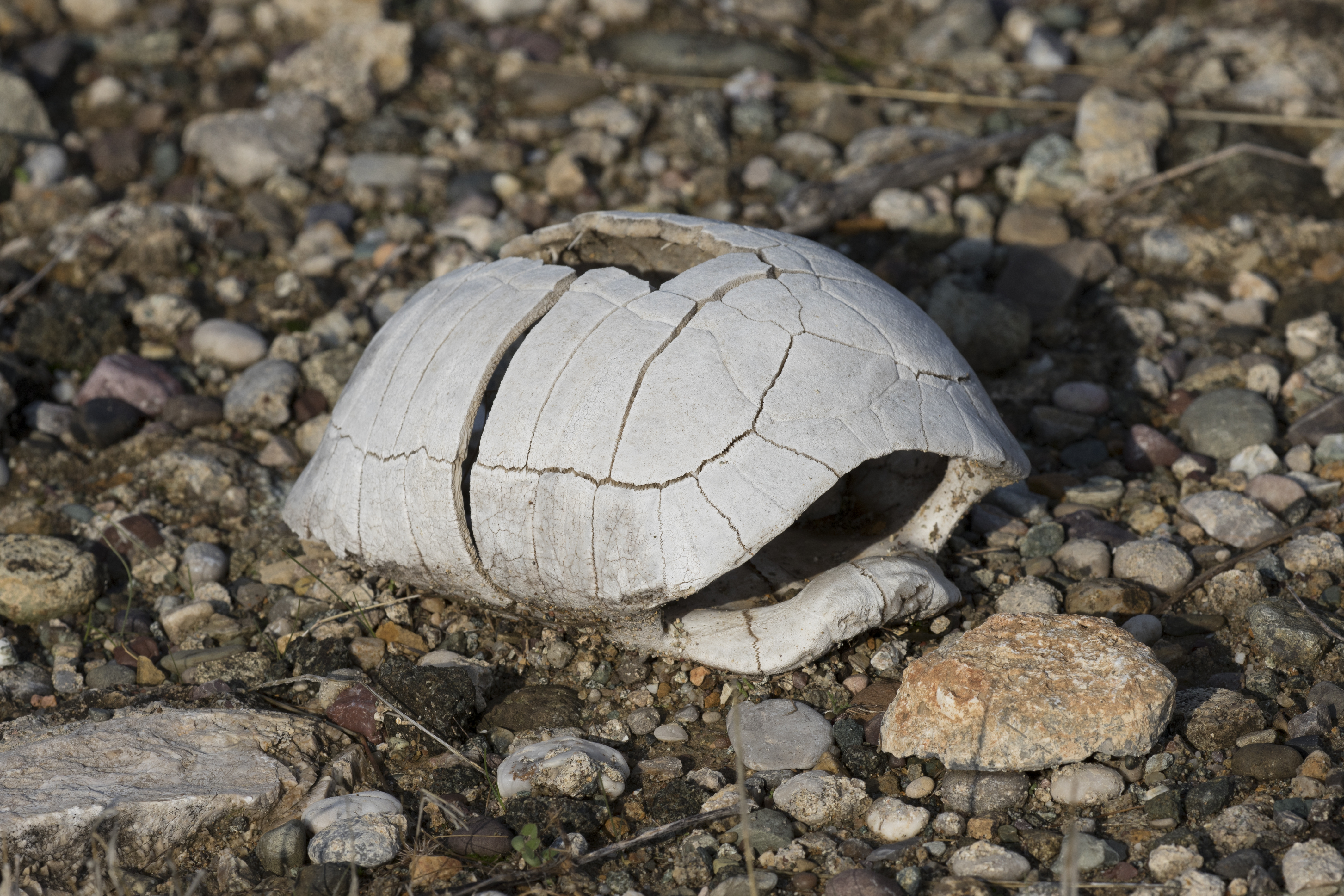
Os formant la carapace de la Tortue grecque.

## Exosquelettes naturels
En biologie, un exosquelette est une armature qui se trouve à l'extérieur d'un animal sous la forme d'un tégument durci, qui à la fois soutient la forme du corps et protège les organes internes, contrairement à un endosquelette (comme ceux des Vertébrés) qui est enfermé sous d'autres tissus mous. Les exosquelettes d'Arthropodes sont articulés, d'autres forment un assemblage rigide. Certains exosquelettes protecteurs de grande taille, durs et non flexibles sont connus sous le nom de coquille ou de carapace.

### Types d'exosquelettes
- Os et cartilage
  - Carapace de tortue
  - Arthropodes : les plaques sont appelées sclérites.
- Composés du calcium
  - Coraux
  - Échinodermes
  - Mollusques
  - certains polychètes
  - coccolithophores
- Silice
  - Diatomée
  - Radiolaria

### Fonctions
L'exosquelette a un rôle de support physique (notamment pour la marche sur la terre ferme), de protection mécanique contre les prédateurs, de point d’attache pour les faisceaux de muscles striés insérés sur des apodèmes (saillies formées par invagination ou épaississement de l'exosquelette, analogues aux apophyses du squelette des Vertébrés, et qui mettent en action les appendices), de barrière contre la déshydratation, adaptation à la vie sur terre.
En revanche, la présence d’un exosquelette implique une croissance discontinue générée lors de mues, exposant l’animal aux prédateurs lors de l'exuviation, et demande une dépense d’énergie supérieure pour synthétiser la cuticule ou la carapace.

### Formation
Des études ont montré que la dopamine, souvent associée à l'adrénaline, jouait un rôle dans la fabrication des exosquelettes chez les insectes, notamment chez la mouche drosophile.

## Exosquelettes en architecture

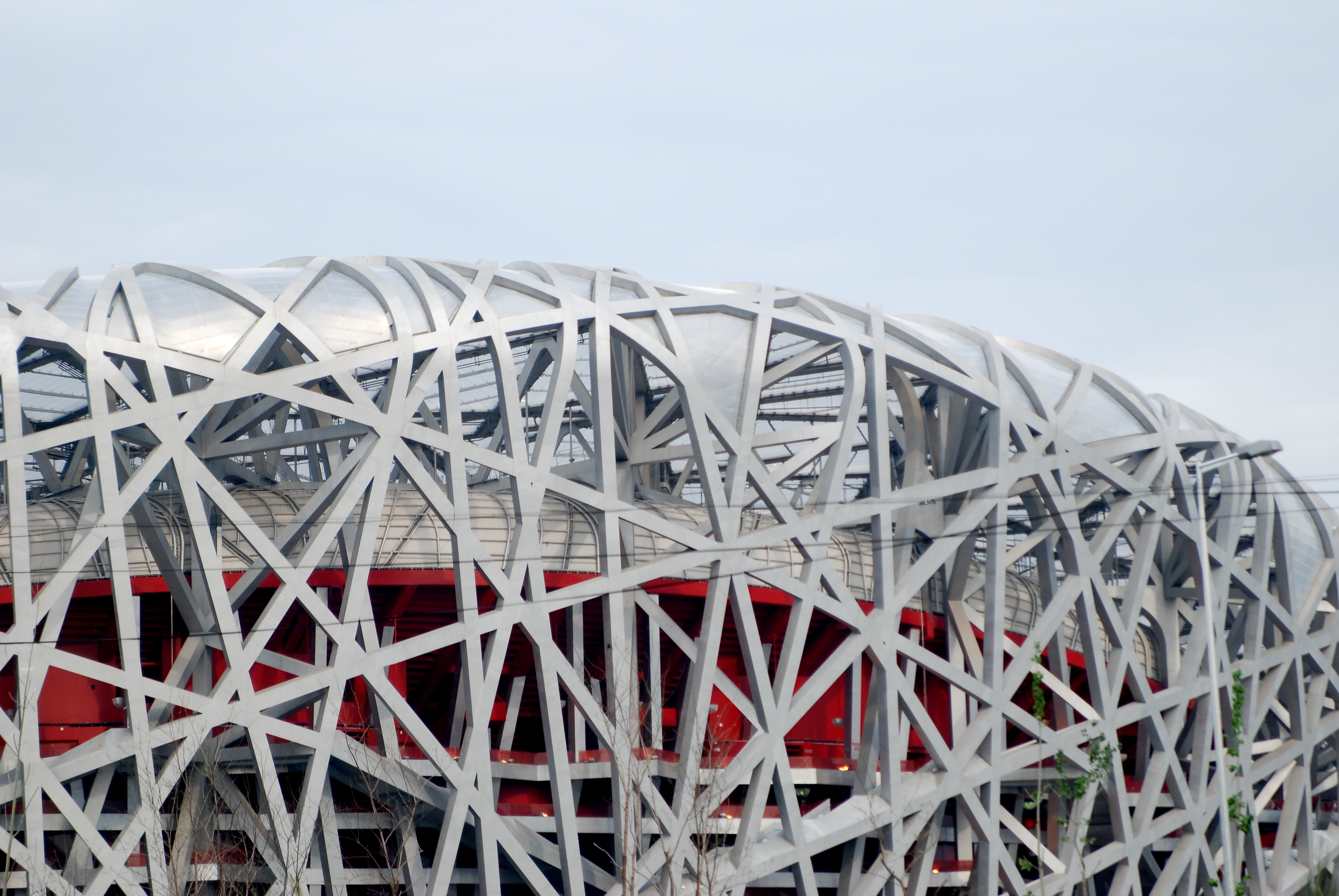
Le stade national de Pékin.

L'exosquelette en architecture relève de la blob architecture où la peau du bâtiment devient porteuse contrairement au système à poteaux porteurs et murs-rideaux où l'on a affaire à un endosquelette. Un exemple d'exosquelette architectural est l'association du « nid-d'oiseau » et du « cube » au Stade national de Pékin pour les JO de Pékin de 2008.

## Exosquelettes d'assistance physique
Les exosquelettes d'assistance physique sont des structures mécaniques qui doublent celle du squelette humain dans le but de l'assister dans la réalisation d'une tâche ou d'une activité. Ils trouvent des applications dans le monde du travail comme dans la santé ou la manutention, tel qu'avec des exosquelettes dorsaux, utilisés pour soulager des travailleurs dans des taches pénibles et répétitives. Des applications sont possibles pour des personnes à mobilité réduites pour lesquelles la marche redevient possible. Il y a des applications dans l'armée avec des soldats suréquipés[réf. souhaitée].

Differents exosquelettes d'assistance physique
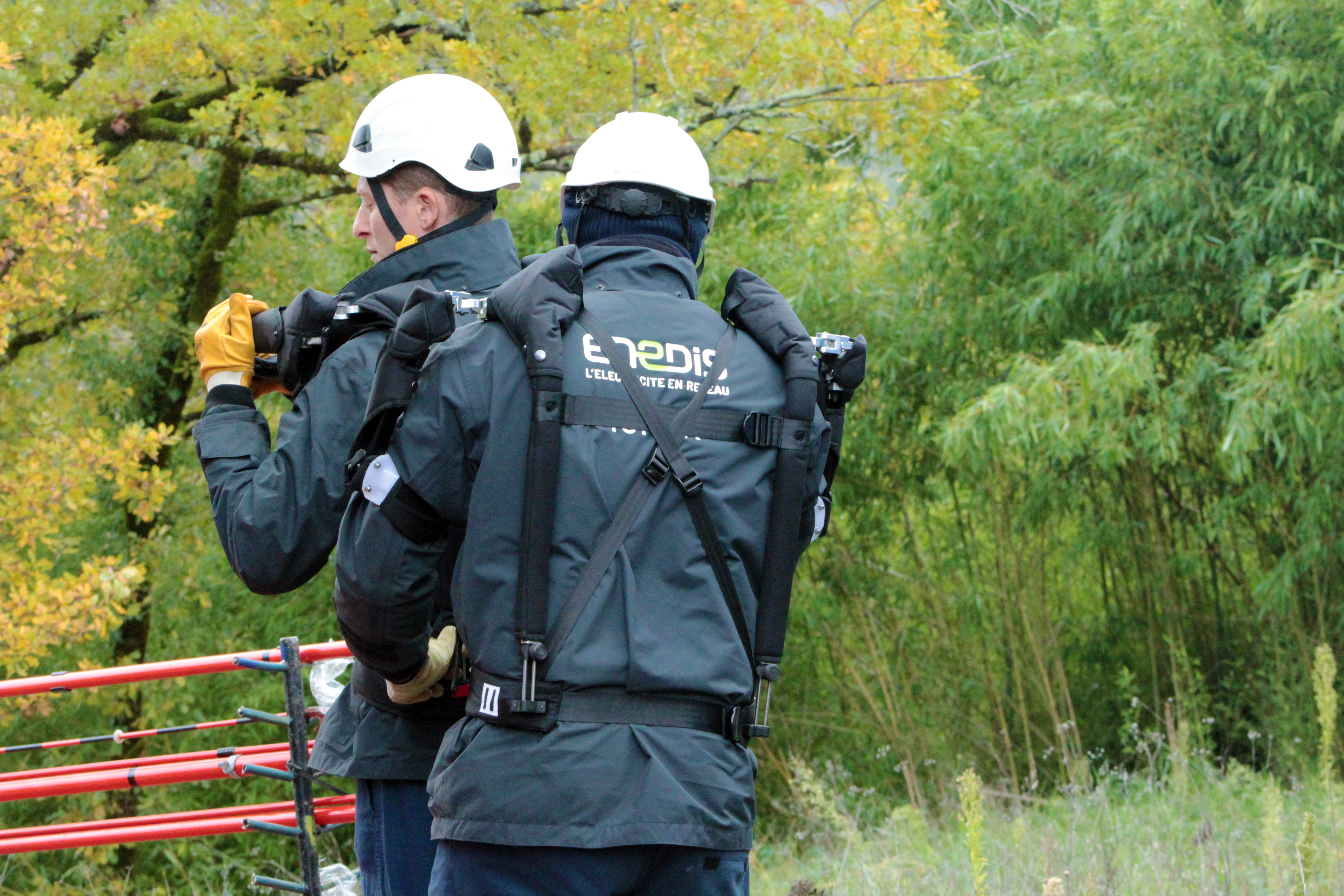
Exosquelette d'épaule Plum' HMT
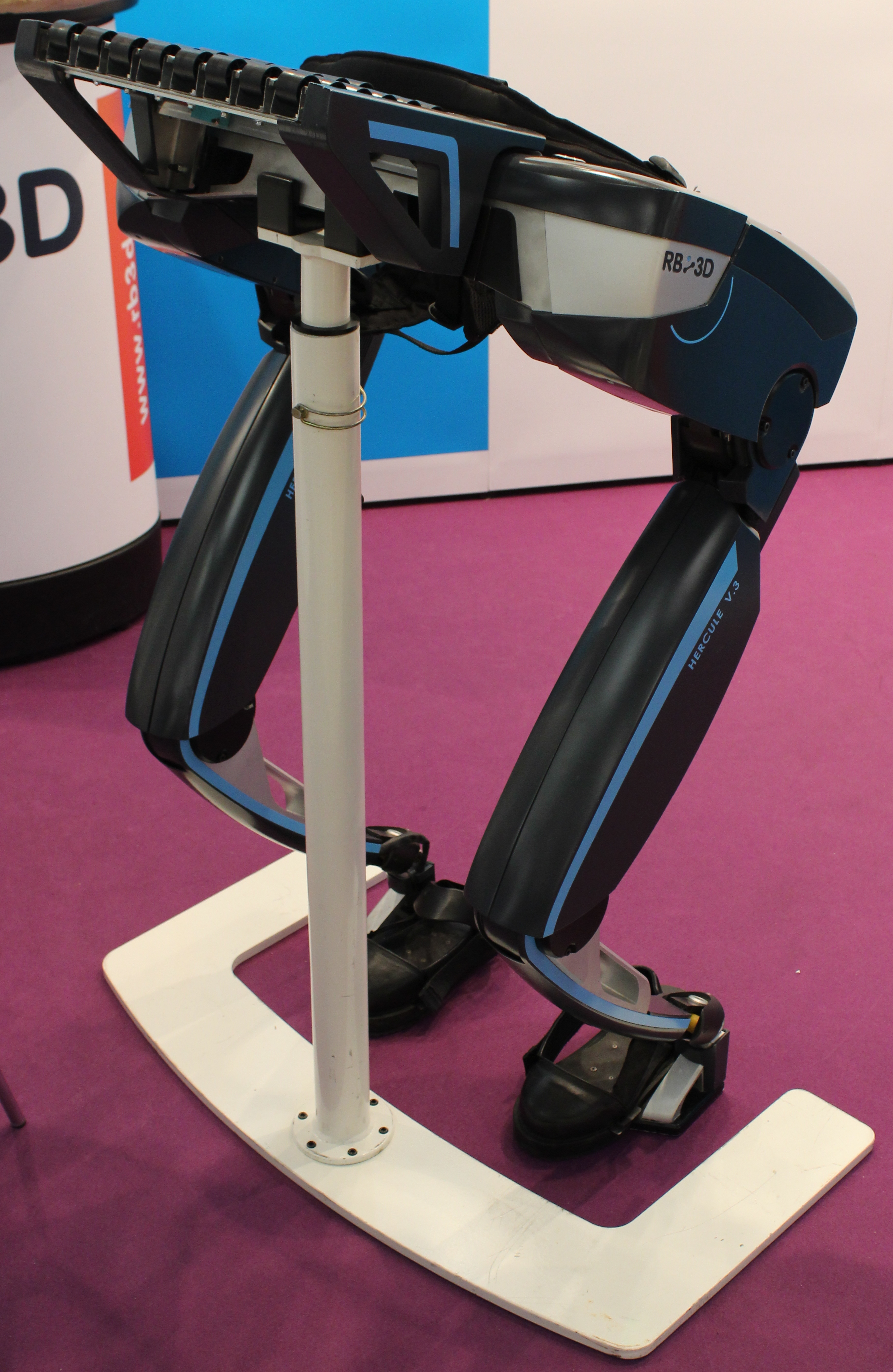
Exosquelette
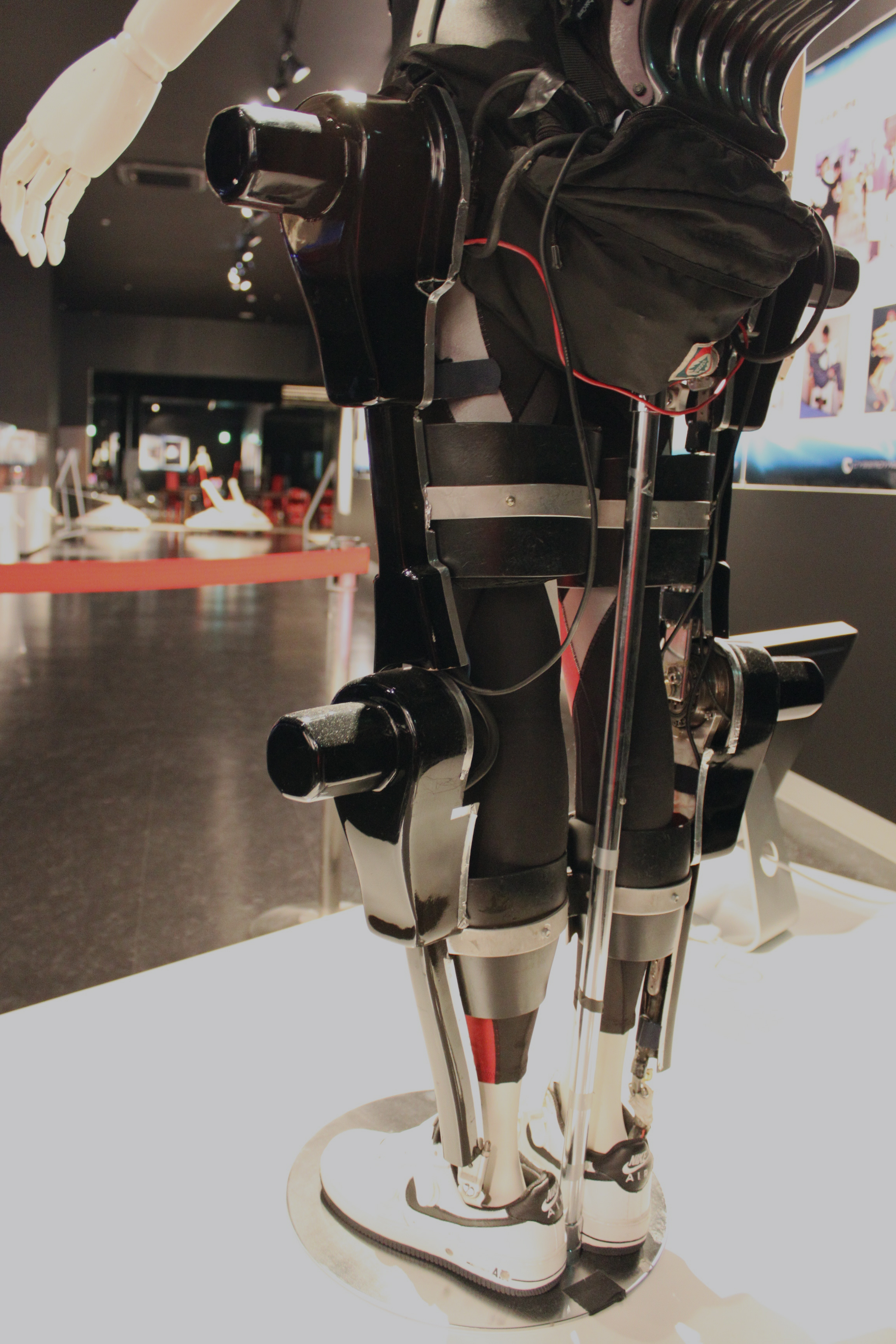
Un exosquelette biomécanique.